# Llamada de apareamiento
La llamada de apareamiento es la señal auditiva que utilizan los animales para atraer a su pareja. Puede producirse tanto en machos como en hembras, pero la bibliografía se inclina sobre todo hacia la investigación de las llamadas de apareamiento en hembras. Además, las llamadas de apareamiento son a menudo objeto de la elección de pareja, en la que las preferencias de un género por un determinado tipo de llamada de apareamiento pueden impulsar la selección sexual en una especie. Esto puede dar lugar a la especiación simpátrica de algunos animales, en la que dos especies divergen entre sí mientras viven en el mismo entorno.
Existen muchos mecanismos diferentes para producir las llamadas de apareamiento, que pueden clasificarse a grandes rasgos en vocalizaciones y llamadas mecánicas. Las vocalizaciones se consideran sonidos producidos por la laringe y suelen observarse en especies de aves, mamíferos, anfibios e insectos. Las llamadas mecánicas se refieren a cualquier otro tipo de sonido que el animal produce utilizando partes únicas del cuerpo y/o herramientas para comunicarse con posibles parejas. Algunos ejemplos son los grillos que hacen vibrar las alas, los pájaros que agitan las plumas y las ranas que utilizan un saco de aire en lugar de pulmones.

## Vocalizaciones

### Aves

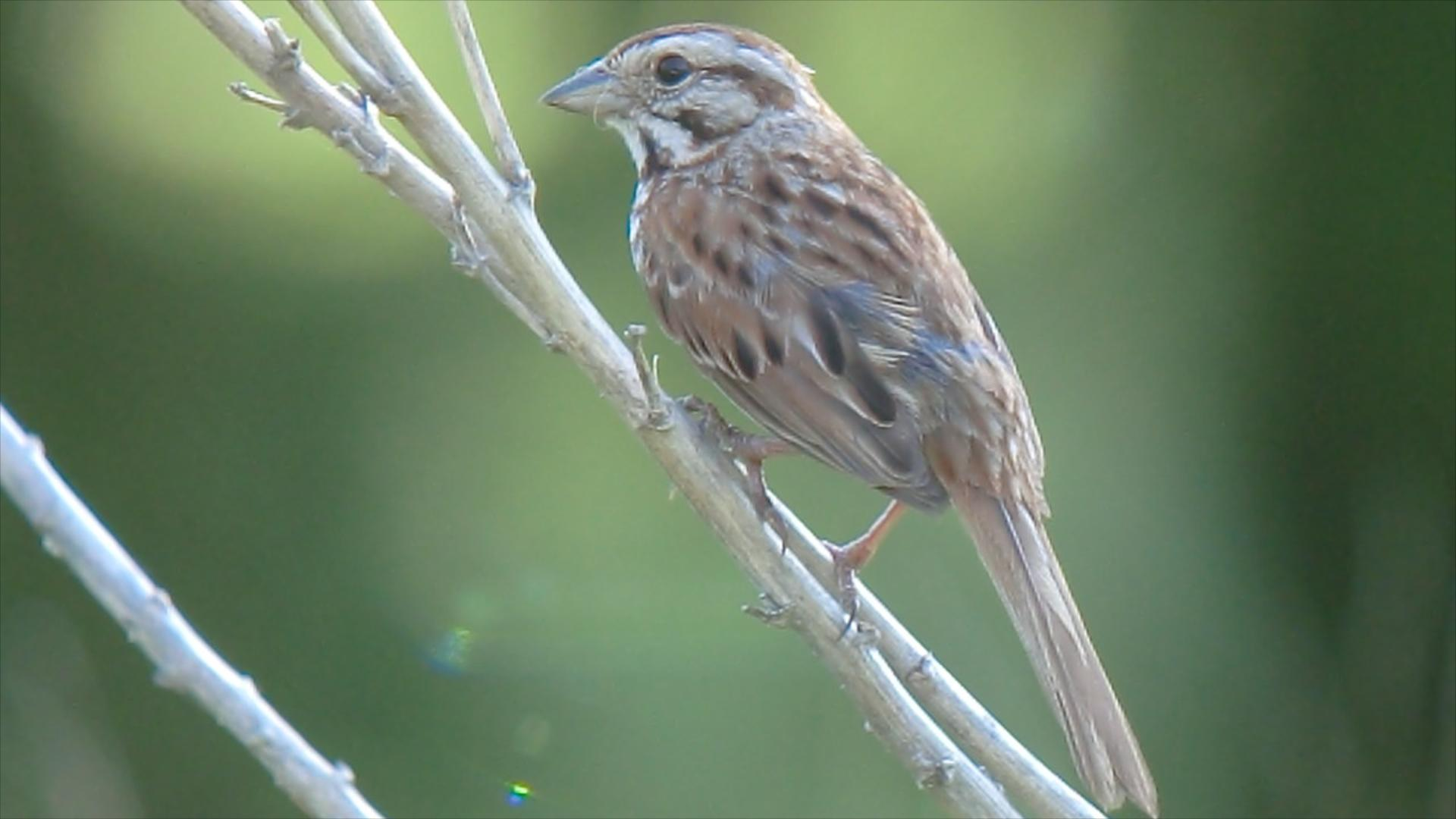
Gorrión cantor

El uso de vocalizaciones está muy extendido en las especies aviares y suelen emplearse para atraer a la pareja. Diferentes aspectos y características del canto de las aves, como la estructura, la amplitud y la frecuencia, han evolucionado como resultado de la selección sexual.
Las hembras de muchas especies de aves prefieren repertorios de canto amplios. Una hipótesis al respecto es que el repertorio de canto está positivamente correlacionado con el tamaño del núcleo cerebral de control del canto (HVC). Un HVC grande indicaría éxito en el desarrollo. En los gorriones cantores, los machos con grandes repertorios tenían HVC más grandes, mejor condición corporal y menor proporción de heterófilos por linfocitos, lo que indica una mejor salud inmunológica. Esto apoya la idea de que los gorriones cantores con grandes repertorios de canto tienen una mejor forma física a lo largo de su vida y que los repertorios de canto son indicadores honestos de la "calidad" del macho. Entre las posibles explicaciones de esta adaptación se incluyen beneficios directos para la hembra, como un cuidado parental superior o la defensa del territorio, y beneficios indirectos, como buenos genes para su descendencia.
Los cantos de la curruca japonesa de las poblaciones insulares tienen una estructura acústicamente simple en comparación con las poblaciones continentales. La complejidad del canto está correlacionada con mayores niveles de selección sexual en las poblaciones continentales, lo que demuestra que una estructura de canto más compleja es ventajosa en un entorno con altos niveles de selección sexual. Otro ejemplo es el de los pájaros carpinteros de corona púrpura; los machos más grandes de esta especie cantan canciones publicitarias con menor frecuencia que los machos rivales más pequeños. Dado que el tamaño corporal es una característica de buena salud, las llamadas de menor frecuencia son una forma de señalización honesta. La correlación negativa entre el tamaño corporal y la frecuencia de las llamadas se apoya en múltiples especies dentro de los taxones. En el gorrión chillón, la frecuencia del canto se asocia positivamente con el éxito reproductivo. Una frecuencia de canto más lenta se asocia con la edad y es preferida por las hembras. El estado reproductivo del individuo se comunica a través de una mayor frecuencia máxima. También existe una correlación positiva entre la edad y la frecuencia de cópulas fuera de la pareja.
También se sabe que los cantos de las aves continúan tras la formación de la pareja en varias especies de aves socialmente monógamas. En una población experimental de pinzones cebra, se observó un aumento de la actividad de canto del macho tras la reproducción, un aumento correlacionado positivamente con la inversión reproductiva de la pareja. Los pinzones hembra se criaron en jaulas con dos machos posteriores que se diferenciaban por la cantidad de canto. Las hembras producían huevos más grandes y con yemas más anaranjadas cuando se emparejaban con un macho con un alto rendimiento de canto. Esto sugiere que la cantidad relativa de producción de canto en los machos emparejados de pinzón cebra podría funcionar para estimular a la pareja más que para atraer a las hembras extrapareja.

### Mamíferos

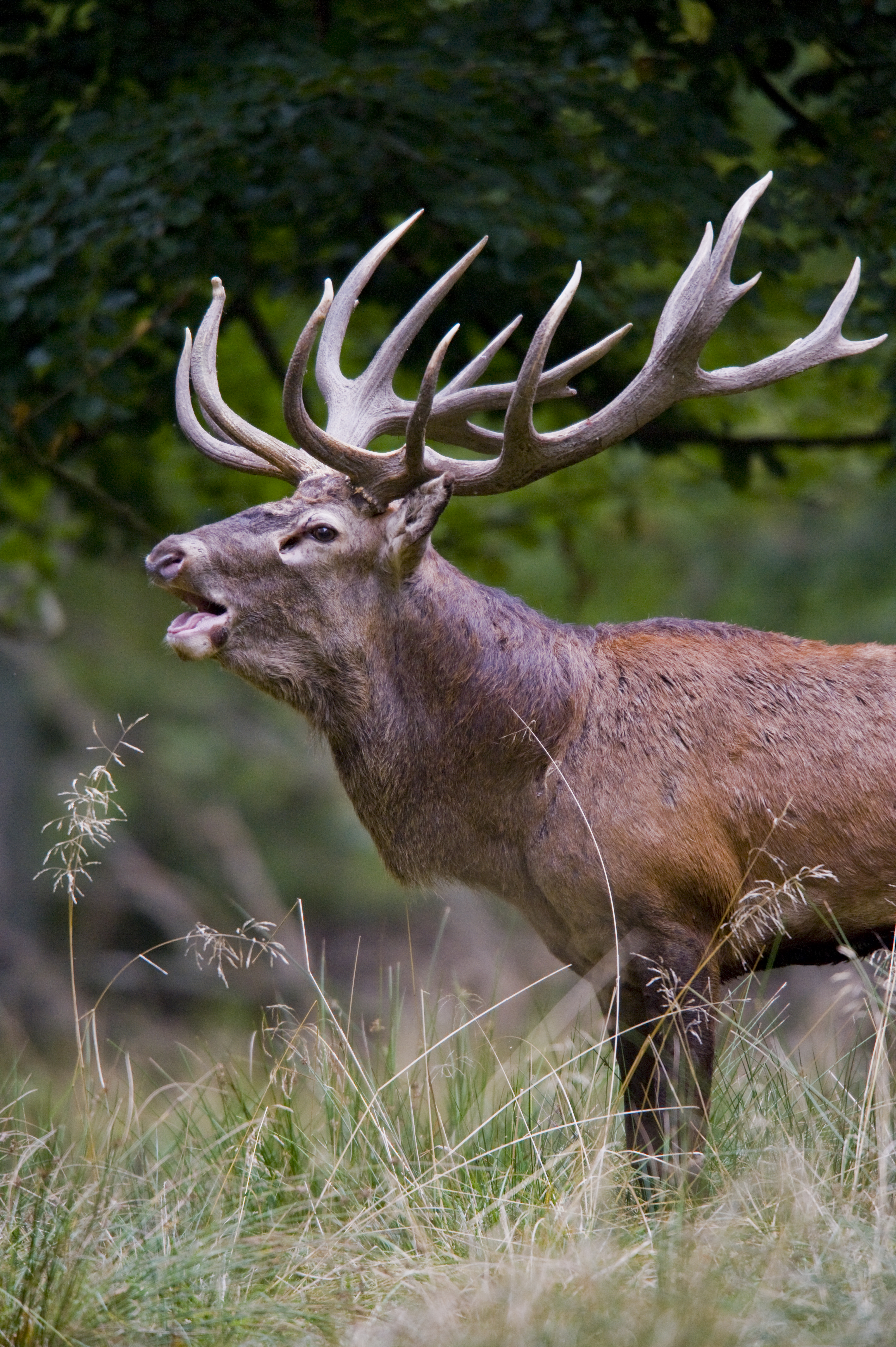
Ciervo rojo en celo

Durante la época de reproducción, los mamíferos llaman al sexo opuesto. Los koalas machos más grandes emiten un sonido diferente al de los koalas más pequeños. Los machos más grandes, que son los más buscados, se llaman "sementales". Las hembras eligen a los machos por los beneficios indirectos que pueden heredar sus crías, como un cuerpo más grande. Los machos que no son machos y las hembras no varían su masa corporal y pueden rechazar a un macho gritándole o pegándole. Los koalas rara vez compiten entre machos. La señalización acústica es un tipo de llamada que puede utilizarse desde una distancia considerable para codificar la ubicación, el estado y la identidad de un organismo. Los murciélagos de alas sacras emiten señales acústicas que suelen interpretarse como cantos. Cuando las hembras oyen estos cantos, denominados "silbidos", llaman a los machos para que se reproduzcan con un chillido propio. Esta acción se denomina "llamada de los sexos". Los ciervos rojos y las hienas manchadas, junto con otros mamíferos, también realizan señales acústicas.

### Anfibios
La mayoría de las ranas utilizan un saco de aire situado bajo la boca para producir llamadas de apareamiento. El aire de los pulmones se canaliza hacia el saco de aire para inflarlo, y éste resuena para producir la llamada de apareamiento. La laringe es más grande y desarrollada en los machos, lo que hace que su llamada sea más fuerte y sonora.
En la rana túngara, los machos utilizan una llamada quejumbrosa seguida de hasta siete cloqueos. Los machos que tienen una llamada de quejido y cloqueo tienen más éxito atrayendo a las hembras que los machos cuya llamada es sólo un quejido. La capacidad de producir cloqueos se debe a una masa fibrosa especializada unida a las cuerdas vocales de la rana, que crea una vocalización inusual similar a los cantos a dos voces de algunas aves.

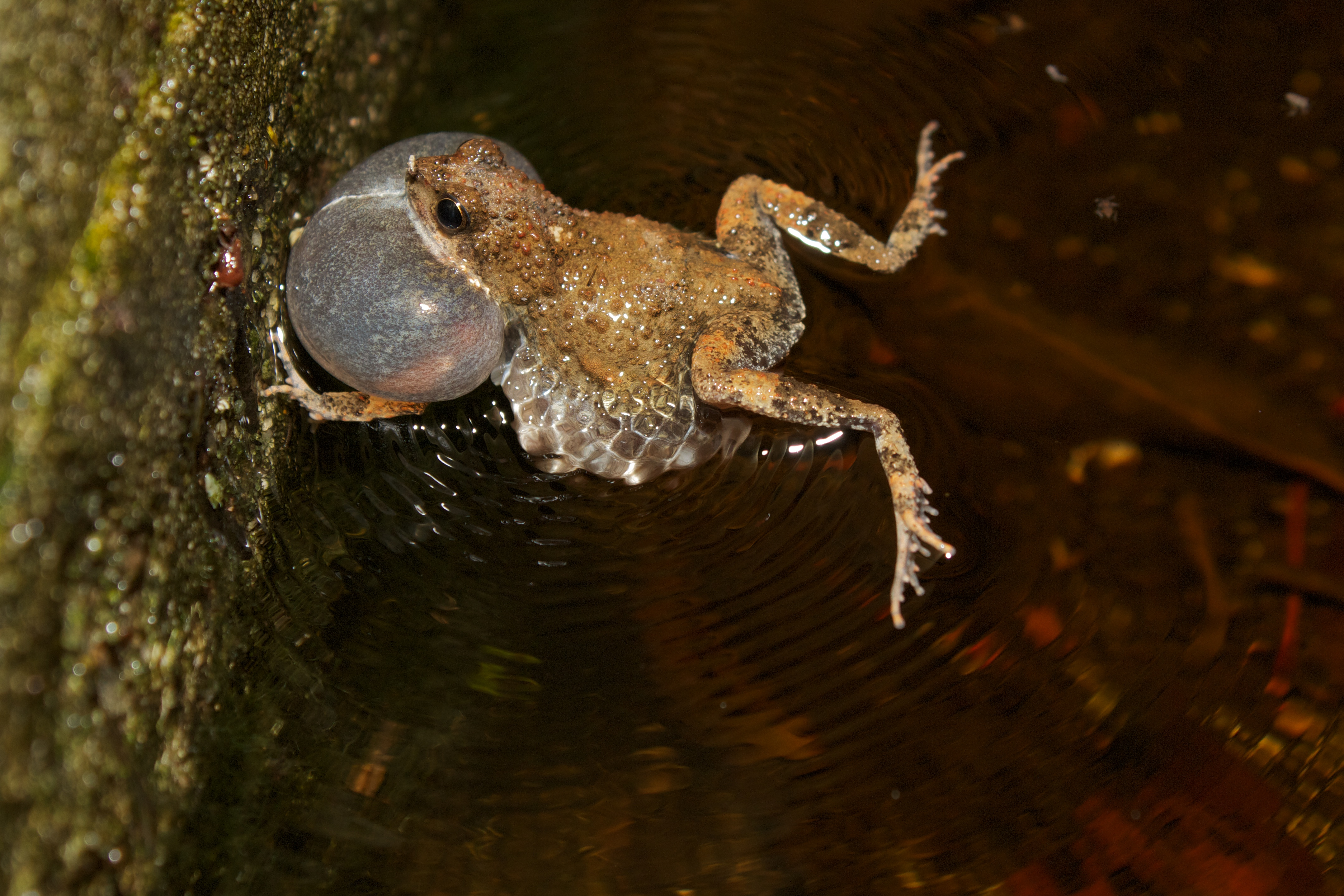
Rana de Tungara

En el sapo común, la competencia sexual se basa en gran medida en la lucha: los machos que tienen éxito suelen desplazar físicamente a otros machos de la espalda de una hembra para poder aparearse con ella. Los machos de mayor tamaño tienen más éxito en este tipo de conquistas y, en consecuencia, un mayor éxito reproductivo. Sin embargo, las vocalizaciones de estos sapos proporcionan una señal fiable del tamaño corporal y, por tanto, de la capacidad de lucha, lo que permite que las disputas por la posesión de las hembras se resuelvan sin riesgo de lesiones.
En el sapo de madriguera mexicano, los machos producen dos tipos de llamadas publicitarias cuando atraen a las hembras para aparearse. Se trata de las llamadas de preanuncio y de anuncio, ambas con una tonalidad y una finalidad diferentes. La llamada de anuncio es un solo tono ascendente, con una duración de aproximadamente 1,36 segundos. La llamada de preanuncio es un único sonido corto sin modulación, y es de mayor frecuencia que las llamadas de anuncio. Estas señales proporcionan señales fiables a las hembras de la fuerza y habilidad de los machos.
En la especie de rana sapo de Bibron, los machos aumentan la frecuencia de las llamadas en presencia de otros miembros de la especie.

### Insectos
Aunque las llamadas de apareamiento en los insectos suelen asociarse a llamadas mecánicas, como en los grillos, varias especies de insectos utilizan vocalizaciones para atraer a sus parejas. En el barrenador asiático del maíz, los machos emiten chasquidos que imitan la ecolocalización de los murciélagos que se alimentan de las polillas. A continuación, aprovechan la respuesta de "congelación" de la hembra para aparearse con ella.
En la polilla japonesa del liquen, sin embargo, la hembra es capaz de distinguir entre los sonidos emitidos por los machos y los emitidos por murciélagos y otros depredadores. Como resultado, los machos utilizan chasquidos ultrasónicos como señal de apareamiento más convencional, en comparación con el canto de cortejo "engañoso" utilizado en el portador asiático del maíz.

## Llamadas mecánicas
Las llamadas de apareamiento también toman forma mediante procesos mecánicos. Los animales que no pueden vocalizar su llamada pueden utilizar su cuerpo para atraer a sus parejas.

### Grillos
En el grillo de campo, Gryllus integer, los machos frotan sus alas para crear un trino rápido que produce sonido. Los machos varían individualmente en la duración de su trino o, lo que se denomina de forma más sofisticada, duración de los trinos. La duración del trino de cada macho es heredable y se transmite a su futura descendencia. Además, las hembras prefieren aparearse con machos de mayor duración. El resultado final es que los machos de mayor duración producen más crías que los machos de menor duración.
Otros factores que influyen en la formación de estas llamadas son la temperatura y la depredación. En los grillos de campo, los machos prefieren lugares más cálidos para aparearse, como demuestra el aumento de la frecuencia de sus llamadas de apareamiento cuando viven en climas más cálidos. La depredación también afecta a las llamadas de apareamiento de los grillos de campo. Cuando se encuentran en un entorno potencialmente peligroso, los machos dejan de llamar durante más tiempo si son interrumpidos por un depredador, lo que sugiere que existe una interacción entre la intensidad de la llamada de apareamiento y el riesgo de depredación.

### Sonatación
Como se describe en Sonatación, "el término sonar se describe como la producción deliberada de sonidos, no desde la garganta, sino desde estructuras como el pico, las alas, la cola, las patas y las plumas del cuerpo, o mediante el uso de herramientas". En varias especies de anfibios y peces se utilizan otras estructuras especiales para producir diferentes sonidos con el fin de atraer a la pareja. Las aves son usuarias habituales de la sonicación, aunque se ha demostrado que varias especies de anfibios y peces también la utilizan como forma de llamada de apareamiento. En general, la sonoridad es uno de los factores que influyen en la elección de la pareja por parte de la hembra. Hay otras características del apareamiento, como la defensa del territorio o la defensa de la pareja, que contribuyen a la causa de encontrar parejas adecuadas.
Como se indica a continuación, cada especie utiliza un método distinto para producir una llamada de apareamiento no vocal con el fin de tener más éxito en la atracción de parejas. Los ejemplos que figuran a continuación representan los más comunes encontrados en la bibliografía, aunque es posible que existan muchos más ejemplos en la naturaleza que aún se desconocen.

#### Aves

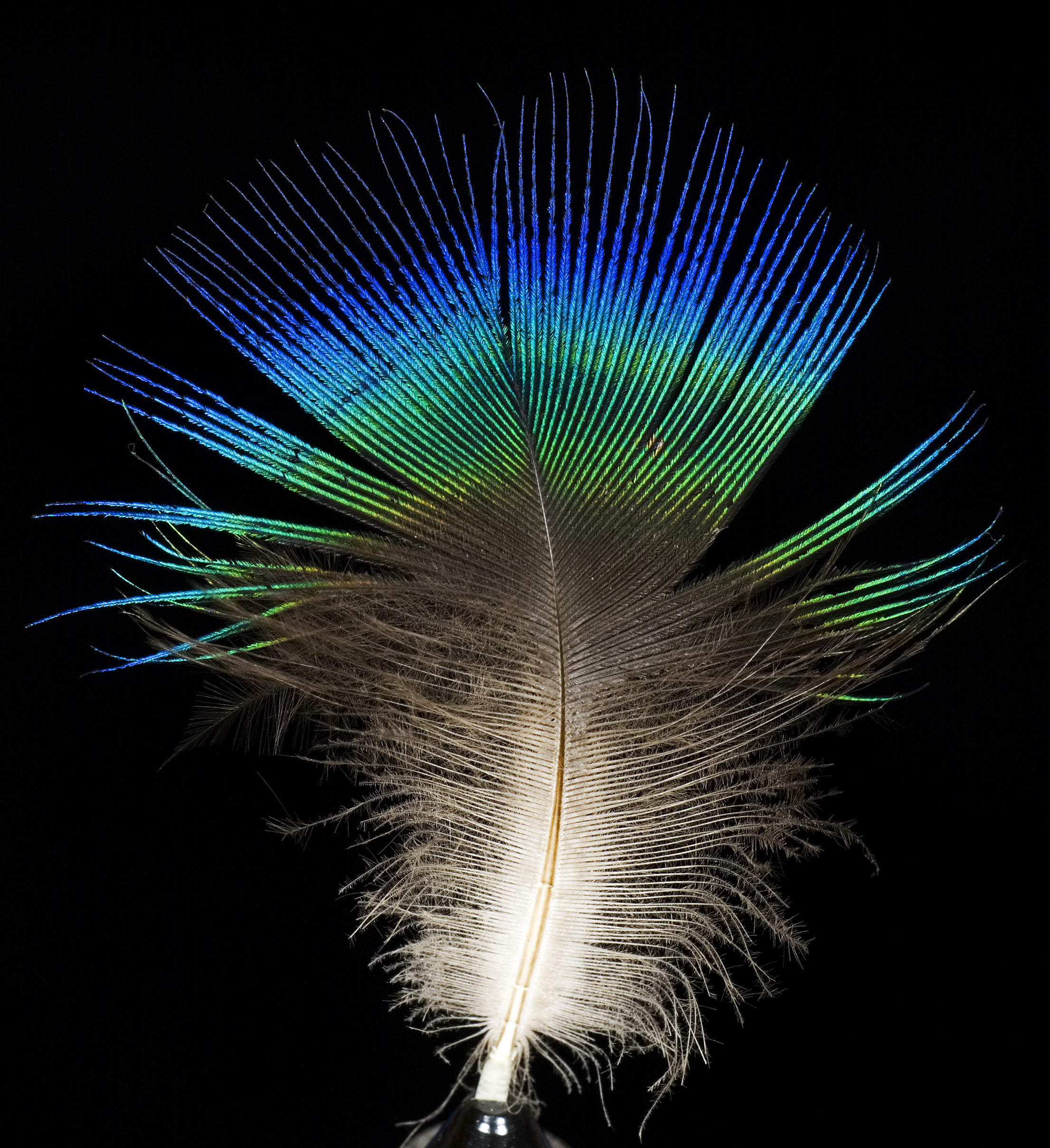
Pluma de macho de Pavo cristatus (pavo real indio). Estas plumas se utilizan para crear infrasonidos con la intención de aparearse.

Diferentes especies de aves utilizan las plumas, el pico, las patas y diferentes herramientas para producir llamadas de apareamiento con las que atraer a sus parejas. Por ejemplo, la agachadiza utiliza sus plumas para producir un sonido de "tamborileo" para atraer a sus parejas durante una danza especial de apareamiento. Las agachadizas utilizan plumas especializadas de la cola para crear un sonido descrito como un "traqueteo" o un ruido "palpitante". Las cacatúas palmeras utilizan palos para tamborilear en árboles huecos, creando un fuerte ruido para atraer la atención de sus parejas. Las avutardas son aves grandes y muy terrestres que golpean con sus patas durante las exhibiciones de apareamiento para atraer a sus parejas. Mirafra apiata, conocida comúnmente como alondra badajera, realiza un complejo vuelo de exhibición que se caracteriza por el traqueteo de las alas.
Muchas especies de aves, como los manacines y los colibríes, utilizan la sonación para sus llamadas de apareamiento. Sin embargo, los pavos reales presentan una característica de la sonación que revela propiedades intrasexuales e intersexuales de este tipo de llamada de apareamiento. Los machos mueven sus plumas para producir una sonación de baja frecuencia (infrasonido) y sonan con mayor frecuencia en respuesta a una sonación de otros machos. Esto se atribuye al deseo del macho de anunciar su presencia por encima de otros machos que buscan pareja, lo que sugiere que la sonación tiene una función intrasexual. Además, las hembras muestran un mayor estado de alerta cuando oyen las señales infrasónicas producidas por el batir de alas de los machos, lo que pone de relieve cómo los dos sexos utilizan la sonación para interactuar entre sí.

#### Peces
Mientras que la mayoría de las especies de aves utilizan sus plumas, herramientas o patas para producir sonidos y atraer a sus parejas, muchas especies de peces utilizan órganos internos especializados para sonar. En los peces gadoideos, unos músculos especiales unidos a la vejiga natatoria ayudan a producir sonidos de golpes o gruñidos para atraer a sus parejas.

#### Lepidópteros
En muchas especies de lepidópteros, incluido el barrenador de la judía adzuki (Ostrinia scapulalis), se utilizan llamadas ultrasónicas de apareamiento para atraer a las hembras y mantenerlas inmóviles durante la cópula. Estos pulsos tienen una frecuencia media de 40 kHz.

## Especiación debida a diferencias en las llamadas de apareamiento
Las diferencias en las llamadas de apareamiento pueden dar lugar a la separación de distintas poblaciones dentro de una misma especie. Estas diferencias pueden deberse a varios factores, como el tamaño corporal, la temperatura y otros factores ecológicos. Pueden presentarse en forma de variaciones tonales, temporales o de comportamiento en las llamadas de apareamiento que, posteriormente, conducen a la separación de las poblaciones. La separación de estas poblaciones debido a diferencias en la llamada de apareamiento y en las preferencias de la llamada de apareamiento puede conducir a la evolución y creación de especies nuevas y únicas.
Este tipo de especiación suele ser la simpátrica, es decir, aquella en la que se crean dos o más especies a partir de una especie parental existente que vive en la misma ubicación geográfica. Aunque no existen investigaciones sobre mamíferos y aves, este fenómeno se ha investigado mucho en varias especies de ranas de todo el mundo. Los ejemplos siguientes ilustran la especiación debida a las diferencias en las llamadas de apareamiento en varias especies de ranas de todo el mundo. Estas especies distintas se incluyen porque son el foco de la mayoría de las investigaciones actuales.

### Microhyla olivacea y Microhyla carolinensis

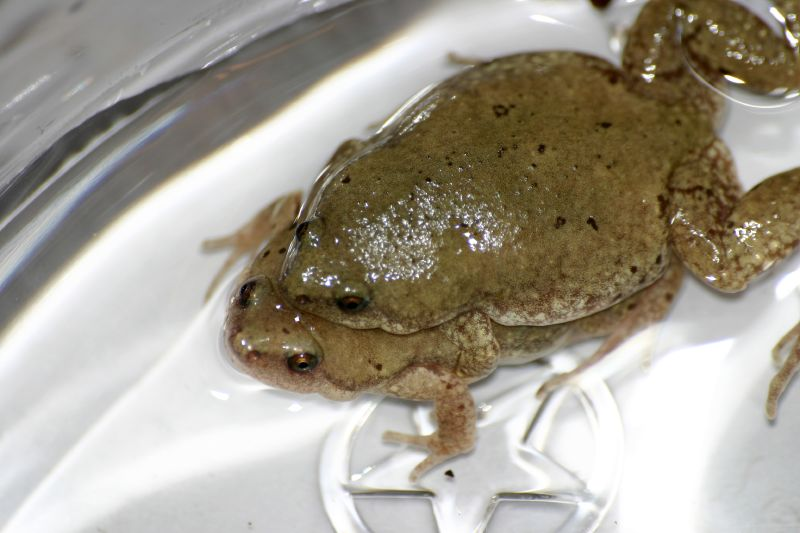
Dos Microhyla olivacea en posición de apareamiento

Estas dos especies de rana de boca estrecha viven en el sur de Estados Unidos y tienen áreas de distribución que se solapan en Texas y Oklahoma. Los investigadores han descubierto que estas dos especies diferentes alteran las frecuencias de su llamada en la zona de solapamiento de sus áreas de distribución. Por ejemplo, la llamada de apareamiento de Microhyla olivacea tiene una frecuencia media significativamente más baja en la zona de solapamiento que la llamada de apareamiento fuera de esta zona. Esto lleva a los investigadores a sugerir que las diferencias en la llamada de apareamiento en la zona de solapamiento de M. olivacea y M. carolinensis actúan como un mecanismo de aislamiento entre las dos especies. También plantean la hipótesis de que la evolución de estas diferencias en la llamada de apareamiento condujo a la separación de estas dos especies diferentes de ranas de una especie común.

### Engystomops petersi

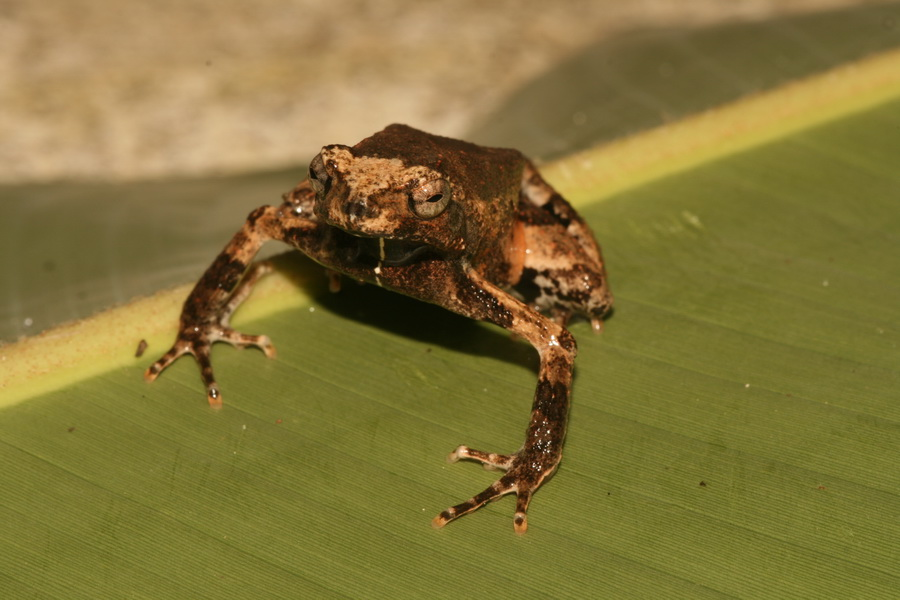
Engystomops petersi

Las preferencias de las hembras por determinadas llamadas de apareamiento de los machos pueden dar lugar a una selección sexual en las llamadas de apareamiento. Las hembras pueden preferir un tipo específico de llamada que posean determinados machos, de modo que sólo esos machos podrán aparearse con las hembras y transmitirles sus genes y su llamada de apareamiento específica. Como resultado, esta preferencia femenina puede conducir a la divergencia de dos especies.
En las ranas del Amazonas, la selección sexual para diferentes llamadas ha llevado al aislamiento conductual y la especiación de la rana túngara (Engystomops petersi). A partir del análisis genético y de las llamadas de apareamiento, los investigadores pudieron identificar que dos poblaciones de la rana túngara estaban casi completamente aisladas reproductivamente. A partir de su investigación, los científicos creen que las diferencias en las preferencias de las hembras por el tipo de llamada de apareamiento han llevado a la evolución de este proceso de especiación. En concreto, las hembras de la población Yasuní prefieren la llamada de apareamiento masculina que incluye un quejido, mientras que la otra población no prefiere este quejido. Posteriormente, los machos Yasuní incluyen el quejido en su llamada, mientras que los otros machos no lo hacen. Por esta razón, las diferencias en la llamada han llevado a la separación mecánica de esta especie.

### Pseudacris triseriata

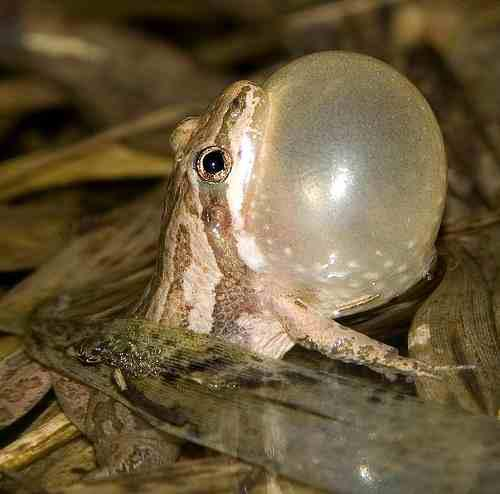
Una rana coro haciendo su llamada de apareamiento

Varios estudios han demostrado que la especie Pseudacris triseriata (rana coro) puede dividirse en dos subespecies, P. t. maculata y P. t. triseriata, debido a eventos de especiación por diferencias en las llamadas de apareamiento. La rana coro tiene un área de distribución muy amplia, desde Nuevo México hasta el sur de Canadá. Estas dos subespecies tienen un área de distribución que se solapa desde Dakota del Sur hasta Oklahoma. En esta zona de solapamiento, tanto la duración de la llamada como las llamadas por segundo de cada especie son muy diferentes de las de fuera de esta zona. Esto significa que las llamadas de estas dos subespecies son más similares fuera de esta área de distribución y muy diferentes dentro de ella. Por esta razón, los científicos sugieren que estas subespecies evolucionaron a partir de diferencias en el tipo de llamada de apareamiento. Además, rara vez se registra que estas subespecies tengan descendencia híbrida, lo que sugiere aún más que existe una especiación completa debido a las diferencias en las llamadas de apareamiento. Las diferencias en las llamadas de apareamiento también contribuyen a reforzar el proceso de especiación.